# مل گیبسون
مِل کالم کیل جِرارد گیبسون (به انگلیسی: Mel Colm-Cille Gerard Gibson) (زادهٔ ۳ ژانویهٔ ۱۹۵۶) بازیگر، کارگردان و تهیه‌کنندهٔ آمریکایی است. او در سال ۱۹۹۵ میلادی، برای فیلم شجاع‌دل موفق به دریافت دو جایزه اسکار بهترین کارگردانی و اسکار بهترین فیلم از سوی آکادمی علوم و هنرهای تصاویر متحرک شد. وی همچنین برای این فیلم کاندیدای بفتای کارگردانی نیز شد. مل گیبسون علاوه بر حرفهٔ بازیگری و کارگردانی، فیلمنامه‌نویس، تهیه‌کننده و دوبلور نیز می‌باشد.
از آثار شاخص وی در مقام کارگردان می‌توان به فیلم‌های شجاع‌دل، مصائب مسیح و آپوکالیپتو اشاره کرد. گیبسون پس از ۱۰ سال وقفه، با فیلم ستیغ هک‌سا و به عرصهٔ کارگردانی بازگشت که با استقبال منتقدان و فروش خوبی روبرو شد و دومین نامزدی او را برای جایزهٔ اسکار بهترین کارگردانی به همراه داشت. در واقع هر چهار اثری که وی کارگردانی کرده در زمره فیلمهای موفق و پر فروغ سال اکرانشان بوده اند.

## زندگی شخصی
مل گیبسون در پیکسکیل، نیویورک ساعت ۴:۴۵ بعد از ظهر روز سوم ژانویه سال ۱۹۵۶ متولد شد. قد او ۱۸۰ سانتی‌متر می‌باشد. ملیت او آمریکایی است ولی مادر بزرگ او استرالیایی و پدر بزرگ او یک تاجر توتون از جنوب آمریکا بوده‌است. مذهب وی کاتولیک، یکی از شاخه‌های دین مسیحیت می‌باشد.
او در خانواده‌ای کاتولیک به دنیا آمد و رشد کرد و دومین پسر هاتون و آن گیبسون است. پدرش هاتون گیبسون متولد ۲۶ اوت ۱۹۱۸ است و یک سوزنبان قطار بود و از تبار استرالیایی می‌باشد و مادرش آن ریلی ایرلندی-امریکایی بود که در دسامبر ۱۹۹۰ فوت کرد. او ششمین بچه از یازده بچه هاتون گیبسون و آنه ریلی گیبسون می‌باشد. مادربزرگ او (از طرف پدری) یک خواننده اپرا بود که اوا میلوت (۱۸۷۵–۱۹۲۰) نام داشت.
اسم کوچک مل گیبسون از یکی از قدیسان ایرلندی قرن پنجم به نام مل گرفته شده‌است؛ و اسم دوم او کالم کیل از نام قدیس ایرلندی دیگری گرفته شده و همچنین نام کلیسایی در شهرستان لانگفورد ایرلند، جایی که مادر مل گیبسون به دنیا آمده و بزرگ شده‌است می‌باشد. مادر مل گیبسون ملیتی ایرلندی دارد و بنابراین مل نیز دوملیتی ایرلندی- آمریکایی است.
مل به همراه خانواده‌اش در چهاردهم فوریه سال ۱۹۶۸ یعنی در سن دوازده سالگی وقتی که پدرش مبلغ ۱۴۵۰۰۰ دلار از راه‌آهن مرکزی نیویورک به خاطر آسیبی که در کار برای او پیش آمده بود گرفت به سیدنی استرالیا رفتند و بعد در آنجا او به تحصیل در رشتهٔ بازیگری در مؤسسه هنرهای دراماتیک استرالیا پرداخت. رفتن هاتون گیبسون و خانواده‌اش به سرزمین مادری او یعنی استرالیا به خاطر دلایل مختلف از جمله قرار نگرفتن پسران در لیست سربازان جنگ ویتنام و همچنین دلایل اقتصادی بود.
مل گیبسون پنج برادر دارد که یکی از آن‌ها که از خودش کوچکتر است دونال گیبسون است که متولد ۱۳ فوریه ۱۹۵۸ است و بازیگر می‌باشد و دیگر برادرهای او کوین و اندرو می‌باشند و او همچنین دو برادر دیگر به نام‌های دنیل و کریستوفر دارد که دوقلو هستند. مل گیبسون علاوه بر پنج برادر خود پنج خواهر به نام‌های پاتریسیا و شیلا و مری بریجت و مارا و آنه نیز دارد.
گیبسون در ۷ ژوئن سال ۱۹۸۰ با رابین مور که دستیار یک دندانپزشک بود ازدواج کرد و و صاحب هفت بچه که یک دختر به نام هنا که متولد سال ۱۹۸۰ و شش پسر که به ترتیب ادوارد و کریستین که متولد سال ۱۹۸۲ و دوقلو می‌باشند و بعد از آن‌ها ویلی گیبسون متولد سال ۱۹۸۵ و لوئیس گیبسون متولد سال ۱۹۸۸ و میلو گیبسون متولد سال ۱۹۹۰ و هفتمین فرزند، تامی است که متولد ۱۹۹۹ است. او علاوه بر هفت فرزند خود دارای دو نوه می‌باشد. تنها دختر او هنا که بزرگ‌ترین فرزند اوست در ۱۷ سپتامبر ۲۰۰۶ با کنی وین شفرد که گیتاریست می‌باشد با برگزاری مراسمی در کلیسای شخصی مل گیبسون عروسی کرد که این کلیسا در ملک او در ملیبو کالیفرنیا واقع شده‌است. این زوج در سال ۲۰۰۵ با هم نامزد شده بودند.
بنا بر گفته برخی منابع رابین مور بعد از چیزی حدود ۳۰ سال زندگی مشترک به خاطر دلایلی خواهان جدایی از مل گیبسون است و تقاضای طلاق کرده‌است و مل گیبسون که به نوعی به خاطر این اتفاق غافلگیر شده و تعجب کرده‌است پس از تقاضای طلاق همسرش از دادگاه و در واکنش به این عمل او با زنی به نام، اوکسانا گریگوریوا (Oksana Grigorieva) که چهل سال دارد و روسی می‌باشد، در مراسم اکران فیلم ریشه مردان ایکس: ولورین در شهر لس آنجلس ظاهر شد. البته این رابطه خیلی طول نکشید و پس از مدت کوتاهی در همین اواخر از او جدا شده و دوباره به همسر قبلی اش رابین مور نزدیک تر شده‌است و بر اساس گفته بعضی منابع قرار است که با همسرش به استرالیا برود.

### اقدامات بشردوستانه
مل گیبسون و همسرش در انواع نیکوکاری‌ها حضور داشته‌اند و مقدار قابل توجهی پول برای نیکوکاری‌های مختلف کمک کرده‌اند.
یکی از این کارها کمک به بچه‌های بیمار و نیازمند است. بنا به گفته کریس امبلتون که یکی از بنیان‌گذاران پروژه‌هایی از این دست هست مل گیبسون و خانواده‌اش میلیون‌ها دلار برای تهیه کردن وسایل مختلف برای نجات زندگی کودکان و درمان و معالجه کردن بچه‌های نیازمند سرتاسر جهان کمک کرده‌اند.
آن‌ها همچنین به ترمیم کارها و تصاویر هنری دوره رنسانس کمک کردند و از آن کار حمایت و پشتیبانی کردند.
- مل گیبسون و خانواده‌اش میلیون‌ها دلار به مؤسسه هنرهای دراماتیک استرالیا NIDA که مؤسسه‌ای بود که مل گیبسون در آن رشته بازیگری را خواند کمک کردند.
- مل گیبسون پانصد هزار دلار به پروژه ال میرادور برای محافظت از آخرین آثار دست‌نخورده جنگل‌های عظیم و بارانی در آمریکای مرکزی اهدا کرد.
- او همچنین به سرمایه‌گذاری برای کاوش و حفاری‌هایی مربوط به باستان‌شناسی در تمدن مایا کمک کرد.
- در ژوئیه سال ۲۰۰۷ مل گیبسون به خاطر فراهم کردن مقدمات برای دادن هدایا و کمک‌های بلا عوض به مردم بومی آمریکای مرکزی دوباره از آنجا دیدن کرد.
- در طول همان ماه مل گیبسون قول داد برای دادن کمک و مساعدت مالی به شرکت مالزیایی به نام گرین رابر گلوبال که در گالوپ مکزیک واقع شده‌است.
- مل گیبسون در حین سفر تجاری در سنگاپور در ماه سپتامبر ۲۰۰۷ یک مؤسسه خیریه برای بچه‌های با بیماری‌های مزمن و سخت احداث کرد.
- میلو گیبسون پسر ستاره بزرگ سینما مل گیبسون مبلغ پنجاه هزار دلار به بنیاد کلیه فیجی برای درمان بیماران کمک کرد.
- مل گیبسون که در تمام جهان به خاطر برنده شدن جایزه اسکار معروف است در بوستون بخاطر قلب بزرگ و مهربانش معروف است. این ستاره سینما مبلغ ۲۵٫۰۰۰ دلار به‌طور محرمانه به مردم بوستن اعطا کرد به بهانه تشکر از همکاری این مردم در حین فیلمبرداری لبه تاریکی که مل گیبسون در آن به بازی پرداخت.
- گیبسون کارگردان نامی سینما مبلغ ۵ میلیون دلار را به بیمارستان‌های کودک لس آنجلس و یوسی ال ای اهدا کرد. این مبلغ صرف درمان کودکانی می‌شود که از استطاعت مالی برخوردار نیستند و امکان درمانشان درکشورهایشان وجود ندارد.
- مل گیبسون همچنین در سال ۲۰۰۲ چیزی حدود ۲ میلیون دلار صرف کمک به جداسازی کودکان دوقلویی کرده که در بیمارستان یوسی ال ای تحت درمان بودند.
- این کارگردان نیکوکار مبلغ ۱ میلیون دلار به تلفات و خسارات ناشی از طوفان مکزیک که باعث سیل و زمین لغزه شد و بیش از دو هزار کشته و زخمی بر جای گذاشت اهدا کرد.
- گیبسون در سال ۲۰۱۰ در برنامه‌ای که برای جمع‌آوری کمک مالی به زلزله زدگان هائیتی به همت جورج کلونی شکل گرفت و اکثر هنرمندان بزرگ سینما در آن حضور داشتند شرکت کرد تا از این طریق بتواند به آن مصیبت زدگان کمک نماید.
- در ۱۵ ژوئیه ۲۰۰۶ گیبسون مقداری پول برای ساختن خانه‌هایی برای مردم فقیر مکزیک اهدا کرد تا بدین وسیله از کمک و همکاری آن‌ها در طول فیلمبرداری فیلم آپوکالیپتو تشکر کند.
- همکاری و کمک قابل توجه و مهم به جشن سینمای جهانی در جشنواره فیلم و تلویزیون ایرلند در سال ۲۰۰۸.

### نظرات او در مورد دین و سیاست
مل گیبسون از نظر مذهبی یک کاتولیک باورمند است. وقتی که از او دربارهٔ آموزه‌ها و اصول کاتولیک پرسیده شد او این گونه جواب داد: 
هیچ رستگاری و نجاتی برای آن‌هایی که بیرون از کلیسا هستند وجود ندارد. من به این قضیه ایمان دارم.
وی در مورد همسر خود می‌گوید که او یک انسان پرهیزکار است و همچنین خیلی بهتر از من می‌باشد. او پیروی کلیسای اسقفی که کلیسایی در انگلستان می‌باشد هست. او دعا می‌خواند و به خدا باور دارد.
وی در مورد این که چرا فیلم مصائب مسیح را ساخت می‌گوید:
من می‌خواستم فداکاری او را برای همه گناهان در تمام دوران‌ها نشان دهم.
گیبسون همچنین در مورد پدرش می‌گوید که پدرم به من ایمان را آموخت و من به آنچه که پدرم به من آموخته‌است اعتقاد دارم زیرا او مردی است که هرگز در طول زندگی‌اش به من دروغ نگفته‌است.
مل گیبسون به عنوان یک فرد جمهوری‌خواه و محافظه کار شناخته می‌شود.
گیبسون از مخالفان سرسخت جنگ عراق است و از جرج بوش رئیس‌جمهور آمریکا به شدت انتقاد می‌کند اما با این حال می‌گوید که نمی‌توان از کارهای خوبی که جرج بوش رئیس‌جمهور آمریکا در مناطق دیگر انجام داده‌است چشم پوشی کرد. وی همچنین از مایکل مور بابت ساخت فیلم جنجالی فارنهایت ۱۱/۹، در محکومیت جنگ عراق بارها تجلیل کرد.
وی در ژوئیه ۱۹۹۵ در طی مصاحبه‌ای با یکی از مجلات آمریکایی اظهار کرد که رئیس‌جمهور بیل کلینتون یک فرصت‌طلب و کسی بود که دیگران به او می‌گفتند که چه انجام دهد.
گیبسون همچنین از بسیاری پژوهش‌های پزشکی مانند تحقیقات سلول‌های بنیادی که شامل تولید مثل غیر جنسی و نابودی جنین انسان می‌شود همواره انتقاد می‌کند زیرا به باور او این تحقیقات برخلاف انسانیت است و باعث از بین رفتن بنیان خانواده می‌شود. گیبسون در رابطه با سرمایه‌گذاری در این تحقیقات می‌گوید که من با این مسئله مشکل اخلاقی دارم و چرا من باید به عنوان یک مالیات دهنده روی چیزی سرمایه‌گذاری کنم که اعتقاد دارم غیراخلاقی است؟
علاوه بر این‌ها گیبسون در رای‌گیری که در استرالیا در سال ۱۹۹۹ انجام شد به همراه راف هریس و کلایو استندن آشکارا و در نظر عموم از نگه داشتن ملکه الیزابت دوم به عنوان راس کشور استرالیا حمایت و پشتیبانی کرد.
مل گیبسون در مورد فیلم آپوکالیپتو گفت:آدم‌هایی که من در این فیلم نمایش دادم مرا به یاد رئیس‌جمهور جرج بوش و افرادش می‌اندازد.

### سرمایه‌گذاری‌ها
مل گیبسون یک سرمایه‌گذار بزرگ ملک است. او املاک متعددی در ملیبو کالیفرنیا و چندین مکان در کاستاریکا و یک جزیره شخصی در فیجی و خانه در مونتانا و کانکتیکات و همچنین املاک دیگری در استرالیا و دیگر مناطق جهان دارد.
وی در ماه دسامبر ۲۰۰۴ مزرعه استرالیایی به مساحت ۱ کیلومتر و ۲۰۰ هزار مترمربع که در دره کیوا بود را به قیمت ۶٫۰۰۰٫۰۰۰ دلار فروخت. او همچنین در همان ماه جزیره ماگو در فیجی را که متعلق به یک هتل زنجیره‌ای ژاپنی بود به ارزش ۱۵٫۰۰۰٫۰۰۰ دلار خرید که با این خرید باعث شد که نسل‌هایی از ساکنان بومی و اصیل جزیره ماگو که در دهه ۱۸۶۰ به این جزیره آمده بودند به این خرید مل گیبسون اعتراض کنند و مل گیبسون در پی این اعتراض توضیح داد که قصد او از این خرید نگاه داشتن و حفظ کردن محیط زیست طبیعی و دست نخورده و زیبای این جزیره توسعه نیافته‌است. در این جزیره که در جنوب اقیانوس آرام قرار گرفته و محل کشت نارگیل است ۴۰ خانواده وجود دارد که اکثراً کشاورزان مزارع نارگیل و خانواده‌هایشان هستند. این جزیره به داشتن دو مرداب و سواحل پوشیده از ماسه‌های سپید معروف است. این جزیره ۲۱۶۰ هکتار است.
گیبسون در اوایل سال ۲۰۰۵ مزرعه مونتانای ۱۸۰ کیلومتر مربعی خود را فروخت. وی در ماه آوریل ۲۰۰۷ یک مزرعه به مساحت ۱ کیلومتر و ۶۰۰ هزار متر مربع در کاستاریکا به قیمت ۲۶٫۰۰۰٫۰۰۰ دلار خریداری کرد و در ماه ژوئیه همان سال ملک ۳۱۰ هزار متر مربعی خود را در کانکتیکات که به سبک خانه خانواده سلطنتی تودور در انگلیس بود به قیمت بالای ۴۰٫۰۰۰٫۰۰۰ دلار به یک خریدار بی‌نام و نشان فروخت. او این خانه را ۹٫۰۰۰٫۰۰۰ دلار در سال ۱۹۹۴ خریداری کرده بود. وی همچنین در آن ماه یکی از املاک خود در ملیبو را که در سال ۲۰۰۵ یعنی حدوداً دو سال قبل ۲۴٫۰۰۰٫۰۰۰ دلار خریده بود به ارزش ۳۰٫۰۰۰٫۰۰۰ دلار فروخت. گیبسون در سال ۲۰۰۸ یک خانه دیگر در ملیبو کالیفرنیا از دیوید دوکاونی و تیا لئونی خرید.
یکی از خانه‌های او در گرینویچ که یک خانه اعیانی است توسط بهترین مهندسان طراحی شده و معماری خاصی دارد. این خانه دارای چشم‌اندازی زیبا و باغی با راه‌های پرپیچ وخم و عجیب است که توسط طراح معروف جیمز دویل ایجاد شده‌است. محوطه این خانه دارای زمین بدمینتون برای فعالیت‌های ورزشی است. این خانه که ۱۶۰۰ متر مربع مساحت دارد ۱۵ اتاق و ۱۸ حمام دارد که با امکانات پیشرفته و اتوماتیک طراحی شده‌است؛ و علاوه بر تمام این‌ها دارای کلیسا و کتابخانه و استخر و گلخانه و دریاچه و اصطبل اسب و دیگر امکانات است.
مل گیبسون دارای کلیسایی ۳۷ میلیون دلاری در شهر ملیبو آمریکاست. به نقل از سایت خبری هالیوود ریپورتر، این کلیسای ۳۷ میلیون دلاری با ظرفیت ۴۰۰ صندلی متعلق به مسیحیان کاتولیک بوده که در تپه‌های شهر ملیبو، در نزدیکی شهر لس آنجلس قرار گرفته‌است و در طول روز توسط یک گارد امنیتی شدیداً محافظت می‌شود.
گیبسون برای طلاق از مور، مبلغ ۸۵۰ میلیون دلار (تقریباً نیمی از ثروت خود) را از دست داد. طلاق گیبسون از رابین مور در دادگاه لس آنجلس نهایی شد.

## زندگی حرفه‌ای
مل گیبسون وقتی که برای اولین بار وارد صحنهٔ سینمایی شد نظرات بسیار مطلوب و مساعدی از منتقدان فیلم و سینما دریافت کرد و همچنین با چندین ستاره کلاسیک سینما مقایسه شد.
در سال ۱۹۸۲ وقتی که گیبسون به تازگی وارد سینما شده بود وینسنت کنبی دربارهٔ او این‌طور نوشت که مل گیبسون ما را به یاد استیو مک کوئین جوان می‌اندازد. من نمی‌توانم کیفیت بازیگری را معین کنم اما کیفیت و زیبایی بازیگری و ستاره سینما شدن هر چقدر که هست مل گیبسون آن را دارد. مل گیبسون همچنین به ترکیبی از کلارک گیبل و هامفری بوگارت بزرگ تشبیه شده‌است. نقش‌های گیبسون در سری فیلم‌های مکس دیوانه و فیلم گالیپولی از پیتر ویر و همچنین مجموعه فیلم‌های اسلحه مرگبار برای او لقب قهرمان فیلم‌های اکشن را به همراه آورد. بعد از آن گیبسون در چندین پروژهٔ گوناگون بازیگری که شامل یک فیلم درام انسانی به نام هملت و نقش‌های کمدی در فیلم‌هایی از قبیل ماوریک و آنچه زنان می‌خواهند بود ظاهر شد. در سال ۲۰۰۰ گیبسون اولین بازیگری شد که در سه فیلم در یک سال بازی کرد که هر کدام از فیلم‌ها بیش از ۱۰۰ میلیون دلار فروش کرد. این فیلم‌ها عبارت بودند از میهن‌پرست و فرار مرغی و آنچه زنان می‌خواهند که در مجموع این سه فیلم بیش از ۷۰۰ میلیون دلار فروش کردند و گیبسون برای فیلم آنچه زنان می‌خواهند نامزد جایزه بهترین بازیگر کمدی از جشنواره گلدن گلوب شد.
گیبسون علاوه بر بازیگری وارد عرصه کارگردانی و تهیه‌کنندگی نیز شد که در دو اثر اول خود به نام‌های مرد بدون چهره در سال ۱۹۹۳ و شجاع دل در سال ۱۹۹۵ بازیگر و کارگردان و تهیه‌کننده بود اما در دو کار بعدی خود به نام‌های مصائب مسیح در سال ۲۰۰۴ و آپوکالیپتو در سال ۲۰۰۶ علاوه بر کارگردانی و تهیه‌کنندگی فیلمنامه‌نویس نیز بود. او با وجود حرفه‌های اصلی خود دوبلور نیز می‌باشد. مل گیبسون در عرصه سینما با شخصیت‌های بزرگی چون کری گرانت و شان کانری و رابرت ردفورد مقایسه شده‌است. شان کانری یک بار اظهار کرد که مل گیبسون باید نقش جیمز باند بعدی را بازی کند اما مل گیبسون این نقش را کرد به خاطر اینکه او از ارجاع کردن نقش‌های مشابه به هنرپیشه به‌خصوص می‌ترسید.
دوره بازیگری‌ها و هنرنمایی‌های مل گیبسون در سال ۱۹۷۶ با یک نقش در مجموعه سالیوان در تلویزیون استرالیا شروع شد و تاکنون ۳۴ سال است که ادامه پیدا کرده‌است. در مسیر حرفه‌اش مل گیبسون در بیش از ۴۰ فیلم بازی کرده و علاوه بر بازیگری ۴ فیلم را کارگردانی کرده‌است. او همچنین تهیه‌کنندگی بیش از ۱۰ فیلم و سریال و نویسندگی ۲ فیلم را بر عهده داشته‌است. فیلم‌های بازی شده یا ساخته شده توسط مل گیبسون تاکنون بیش از ۳ بیلیون دلار فقط در ایالات متحده آمریکا فروش کرده و درآمد داشته‌است.

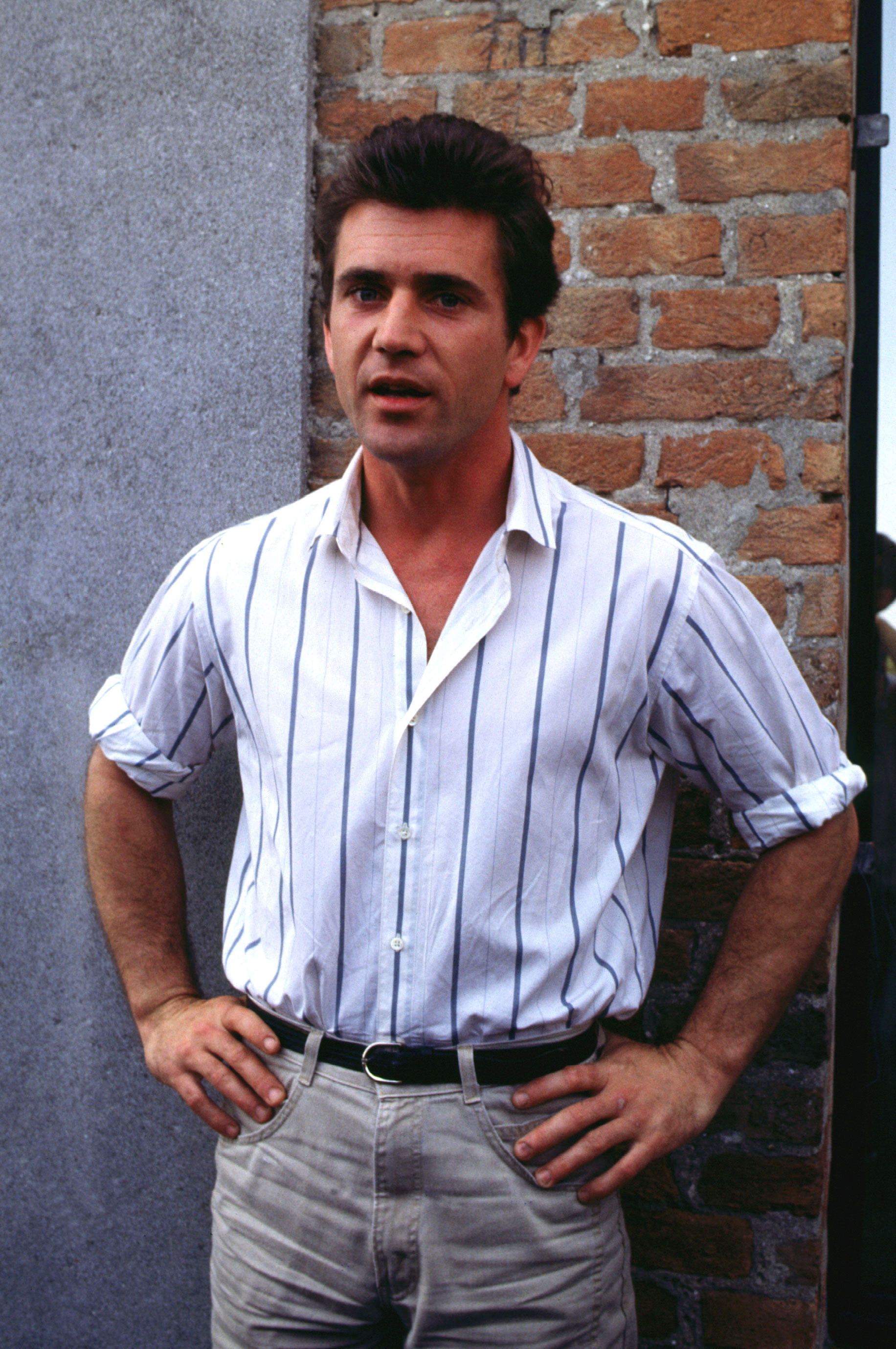
مل گیبسون در سال ۱۹۸۵

### بازیگری
«مل گیبسون» پس از گذراندن تحصیلات دبیرستانی، وارد دانشگاه نیو ساوت ولز سیدنی در استرالیا شد و بازیگری را در آن دانشگاه و همچنین انستیتو ملی هنرهای زیبا خوانده‌است. او در مؤسسه ملی هنرهای دراماتیک سیدنی به همراه جفری راش و جودی دیویس به بازیگری رو آورد و همچنین همراه با جودی دیویس در نمایشی به نام رومئو و ژولیت بازی کرد و این در حالی بود که او بسیار خجالتی و کم‌رو بود. او همچنین اولین فارغ‌التحصیل مدرسه درام نیوزلند در رشته نمایش بود.
«گیبسون» پس از حضور در اولین فیلم خود در سال ۱۹۷۷ با نام شهر تابستانی، در چند نمایش تلویزیونی سال ۱۹۷۹ بازی کرد و بعد از آن برای بازی در فیلم مکس دیوانه و سپس تیم انتخاب شد. این بازیگر ۲۲ ساله و تازه‌کار در فیلم تیم آن چنان بازی درخشانی از خود ارائه داد که جایزه بهترین بازیگر (یکی از با ارزش‌ترین جوایز صنعت سینمای استرالیا)را از آن خود کرد. سپس بازی در فیلم جمع و جور و کم هزینه مکس دیوانه ۲، او را در سراسر جهان مشهور کرد. وی که با حضور در فیلم تیم جایزه بهترین بازیگر از سوی مؤسسه فیلم استرالیا را کسب کرد یک بار دیگر با فیلم گالیپولی در سال ۱۹۸۱ این جایزه را به دست آورد. در سال بعد در دو فیلم سال زندگی خطرناک و نیروی حمله زد به بازی پرداخت و در سال ۱۹۸۴، وی پس از بازی در فیلم‌های خانم سافل و رودخانه به گزارش IMDB با آنتونی هاپکینز، در فیلم باونتی (بخشش) هم بازی شد. پس از آن در سال ۱۹۸۵ برای بازی در قسمت سوم مکس دیوانه انتخاب شد که آن نقش را همانند قسمت‌های قبلی مکس دیوانه به خوبی بازی کرد.
مل گیبسون بعد از مدت‌ها با درخشش در سینمای استرالیا وارد هالیوود شد و با بازی در اولین قسمت اسلحه مرگبار، کاملاً به یک ستاره هالیوودی تبدیل شد. او در سال ۱۹۸۷ در اولین قسمت از سری فیلم‌های موفق و مشهور اسلحه مرگبار، در نقش مارتین ریگز حضور یافت و خوش درخشید که این فیلم به دلیل استقبال خوب مردم تا قسمت جهارم ادامه یافت و به این ترتیب که قسمت دوم در سال ۱۹۸۹ و قسمت سوم در سال ۱۹۹۲ و قسمت چهارم در سال ۱۹۹۸ ساخته شد که بسیار موفق بود و هم‌اکنون گیبسون برای حضور در قسمت پنجم که احتمالاً قسمت آخر از مجموعه آثاراسلحه مرگبار می‌باشد با پیشنهاد سی میلیون دلاری مواجه شده‌است که به گفته برخی منابع این پیشنهاد را کرده و در این فیلم بازی نخواهد کرد. مجموعه آثار اسلحه مرگبار یکی از موفق‌ترین فیلم‌های اکشن صنعت فیلم و سینماست و درزمره پرفروش‌ترین فیلم‌های تاریخ سینما جای دارد که تا به حال در جهان بالغ بر ۱ میلیارد دلار فروش کرده‌است.

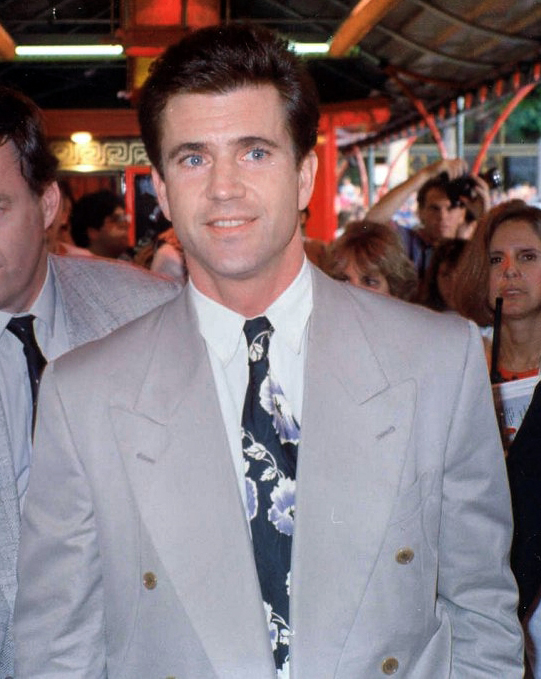
گیبسون در سال ۱۹۹۰

گیبسون در این میان فیلم‌های موفق دیگری هم بازی کرد که در سال ۱۹۸۸ به بازی در فیلم طلوع خورشید تکیلا پرداخت و در سال ۱۹۹۰، برای نقش هملت انتخاب شد که خیلی‌ها معتقد بودند که این انتخاب اشتباهی است و گیبسون توانایی بازی در این نقش را ندارد و او فقط برای بازی در فیلم‌های اکشن و کمدی ساخته شده‌است که این حرف و حدیث‌ها تا آن جا ادامه پیدا کرد که استودیوهای فیلم آمریکا حاضر به پخش این فیلم نشدند زیرا بر این باور بودند که این فیلم فروشی نخواهد کرد و به همین خاطر مل گیبسون با تأسیس کمپانی خود به نام آیکون پروداکشن این فیلم را در استودیوی خود پخش کرد که علاوه بر فروش خوب مل گیبسون با بازی‌اش در این نمایش در نقش هملت، ستایش اکثر منتقدان و مردم را برانگیخت و به همه ثابت کرد که او توانایی بازی کردن در هر نقش و کاراکتری را دارد و به خاطر بازی زیبایش در این فیلم برنده جایزه ویلیام شکسپیر از کتابخانه فولجر در واشینگتن شد. نقش هملت که یکی از برجسته‌ترین و معروف‌ترین نقش‌هایی است که گیبسون بازی کرده اوج معروفیت و محبوبیت مل گیبسون در سال ۱۹۹۰ بوده‌است و این فیلم سرآغاز موفقیت او در سینمای هالیوود و سرازیر شدن نقش‌های بزرگ تاریخ به این بازیگر توانا شد. او در این سال علاوه بر فیلم تأثیرگذار هملت در فیلم هواپیمایی آمریکا همراه با رابرت داونی جونیور و فیلم پرنده‌ای روی سیم به ایفای نقش پرداخت.
گیبسون در سال ۱۹۹۲ علاوه بر بازی در اسلحه مرگبار ۳ در فیلم همیشه جوان در نقش کاپیتان دنیل مک کورمیک بازی کرد تا این که در سال ۱۹۹۳ علاوه بر بازیگری در فیلم مرد بدون چهره اولین تجربه کارگردانی خود را کسب کرد و در سال بعد یعنی سال ۱۹۹۴ در فیلم وسترن ماوریک بازی کرد. وی از آن جا که گویا تجربه اولین کارگردانی برای او دلچسب به نظر می‌رسید بار دیگر به فکر ساختن فیلمی افتاد که این بار شاهکاری تکرارنشدنی به نام شجاع دل بود که علاوه بر کارگردانی بی‌نظیر در این فیلم در نقش اصلی فیلم به نام ویلیام والاس بازی هنرمندانه‌ای از خود به نمایش گذاشت که در مجموع برای بازیگری و کارگردانی این فیلم نامزد و برنده معتبرترین جوایز سینمایی جهان شد. او در همین سال در انیمیشن پوکوهانتس در نقش جان اسمیت صحبت کرد.
وی در سال بعد به همراه کارگردان بزرگ سینما ران هاوارد فیلم خون‌ب‌ها را بازی کرد که نامزد جایزه بهترین بازیگر از جشنواره گلدن گلوب شد. گیبسون در سال ۱۹۹۷ به همراه جولیا رابرتز در فیلم تئوری توطئه بازی کرد و بعد از بازی در اسلحه مرگبار ۴ در سال ۱۹۹۸ در فیلم باز پرداخت در سال ۱۹۹۹ ظاهر شد.
اما با شروع سال ۲۰۰۰ مل گیبسون در فیلم کمدی آنچه زنان می‌خواهند در نقش نیک مارشال و فیلم زیبای میهن‌پرست به کارگردانی رولاند امریش در نقش سروان بنجامین مارتین ظاهر شد و علاوه بر این دو فیلم در نقش کاراگاه اسکینر در فیلم هتل میلیون دلاری بازی کرد و در انیمیشن فوق‌العاده دیدنی فرار مرغی در نقش راکی صحبت کرد. او دو سال بعد در دو فیلم دیگر به نام‌های ما سرباز بودیم در نقش سرهنگ هل مور که فیلمی در مورد جنگ آمریکا با ویتنام بود و همچنین در فیلم علمی تخیلی نشانه‌ها که به نوعی آخرین فیلم جدی او در سینما تا قبل از سال ۲۰۱۰ بود به ایفای نقش پرداخت.
مل گیبسون در سال ۲۰۱۰ پس از هشت سال دوری از بازیگری دوباره به صحنه آمد و این بار با فیلم لبه تاریکی بود. او در مدت این هشت سال به خاطر کارگردانی و درگیری در ساخت فیلم زیاد به کار بازیگری روی نیاورد اما با این حال در نقش‌های فرعی در فیلم‌های کارآگاه آوازخوان در سال ۲۰۰۳ و بازی در چند قسمت از سریال وحشی‌های کامل به تهیه‌کنندگی خود در سال ۲۰۰۴ که البته نویسندگی و کارگردانی چند قسمت از این سریال هم به عهده او بود و همچنین در فیلمی مستند مانند به نام چه کسی ماشین الکتریکی را نابود کرد؟ در نقش خودش در سال ۲۰۰۶ بازی کرد. اما این‌ها نقش‌هایی نبود که مردم و منتقدان از وی انتظار داشتند و به همین خاطر در سال ۲۰۱۰ پس از هشت سال به انتظارهای مخاطبان پایان داد و در فیلم لبه تاریکی در نقش کارآگاه توماس کریون به کارگردانی مارتین کمپل بازی کرد؛ و هم‌اکنون در دو فیلم دیگر به نام سگ آبی به کارگردانی جودی فاستر و فیلم چگونه تعطیلات تابستانی ام را بگذرانم؟ بازی کرده‌است که این دو فیلم برای سال ۲۰۱۱ می‌باشد و به زودی اکران خواهد شد.

### کارگردانی
او در سه فیلم اخیر خود جوایز زیادی کسب کرده‌است و چندین بار نامزد و برنده جایزه بهترین کارگردانی از معتبرترین و مهم‌ترین جشنواره‌های جهان شده‌است. او در کارگردانی از جرج میلر و پیتر ویر و ریچارد دانر تأثیر پذیرفته‌است.

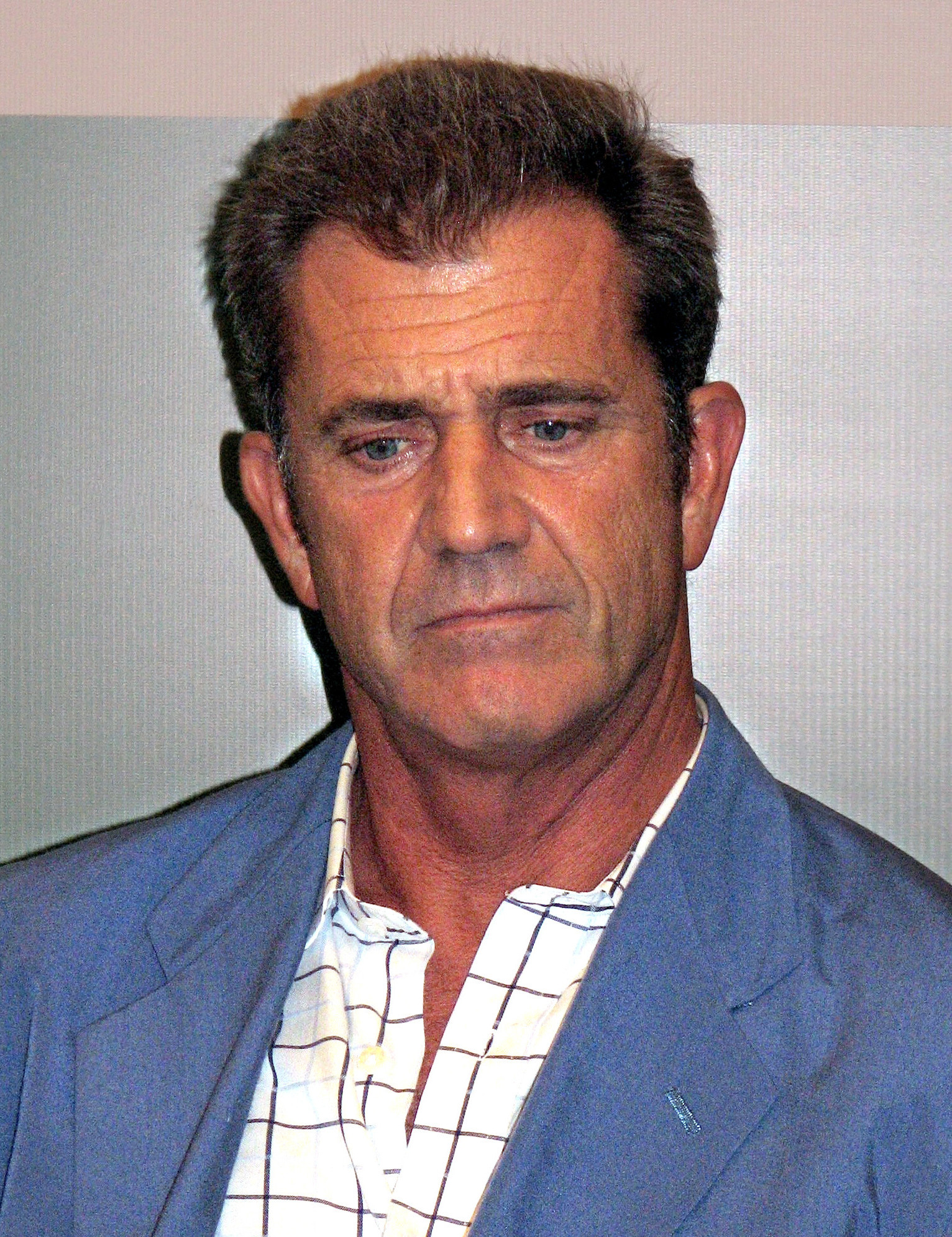
گیبسون در سال ۲۰۰۷ در سنگاپور

اولین ساختهٔ او، کارگردانی و بازیگری فیلم مرد بدون چهره در سال ۱۹۹۳ که فیلمی درام بود و کارگردانی این فیلم به عنوان اولین اثر او از نظر بیشتر منتقدان کارگردانی قابل تحسین و قابل قبولی بود. دومین ساختهٔ او فیلم حماسی شجاع‌دل، در سال ۱۹۹۵ بود که آن را دو سال بعد از اولین کارش ساخت. این فیلم که به عقیدهٔ بیشتر مخاطبان و اکثر منتقدان به عنوان بهترین فیلم او و همچنین یکی از بهترین فیلم‌های حماسی تاریخ سینما شناخته می‌شود برنده جوایز بسیار زیادی از انواع جشنواره‌های معتبر دنیا شد و فروش زیادی داشت. سومین ساختهٔ او اثری جنجالی به نام مصائب مسیح در سال ۲۰۰۴ بود که آن را ۹ سال بعد از کار قبلی اش ساخت و در دنیا جنجال و سرو صدای زیادی به پا کرد. به‌طوری‌که این فیلم به عنوان جنجالی‌ترین فیلم تاریخ سینما انتخاب شد.
این فیلم هم مانند شجاع‌دل نامزد و برنده ده‌ها جایزه مختلف از جشنواره‌های معتبر سینمایی دنیا شد و علاوه بر این با فروشی فوق‌العاده تبدیل به پرفروشترین فیلم غیر انگلیسی زبان تاریخ سینما و از جمله پرفروشترین فیلم‌های جهان شد؛ و اما آخرین کار او تاکنون که آن را دو سال بعد از مصائب مسیح ساخت آپوکالیپتو نام دارد. این فیلم در چندین رشته نامزد و برنده جایزه از جشنواره‌های مختلف شد که از آن جمله بهترین فیلم غیر انگلیسی‌زبان سال بود و علاوه بر آن این فیلم فروش قابل توجهی داشت؛ و در این بین او کار کارگردانی چند قسمت از سریال وحشی‌های کامل را برعهده داشت.

## جوایز و افتخارات
مل گیبسون بزرگ علاوه بربردن ده‌ها جایزه مختلف از بزرگ‌ترین جشنواره‌های دنیا جوایز و افتخارات بزرگ دیگری کسب کرده‌است که برخی از آن‌ها را معرفی می‌کنیم:
- بالاترین نشان افتخار استرالیا (ao) را در سال ۱۹۹۷ به‌دست آورد. او در ۲۵ ژوئیه ۱۹۹۷ به عنوان صاحب افتخاری جایزه AO به خاطر خدماتش به صنعت فیلم استرالیا نامیده شد. این جایزه که بالاترین و مهم‌ترین جایزه استرالیا است فقط به شهروندان استرالیایی داده می‌شود و به همین دلیل این جایزه برای مل گیبسون که شهروند استرالیا نمی‌باشد افتخاری بود.
- او درسال‌های پی در پی ۱۹۹۰ و ۱۹۹۱ از سوی مجله آمریکایی مردم به عنوان یکی از ۵۰ مرد زیبای جهان شناخته شد.
- وی همچنین در سال ۱۹۹۶ از سوی مجله آمریکایی مردم برای سومین بار به عنوان یکی از ۵۰ مرد زیبای جهان شناخته شد.
- گیبسون در اکتبر سال ۱۹۹۷ مقام دوازدهم رادر مجله امپایر چاپ انگلستان در لیست صد ستاره جاودان تاریخ سینما به‌دست آورد.
- در سال ۲۰۰۴، مجله فوربس آمریکا او را به عنوان قدرتمندترین شخص جهان و متنفذترین ستاره صنعت سینمای آمریکا معرفی کرد. گیبسون در پی موفقیت خیره‌کننده فیلم مصائب مسیح بدل به قدرتمندترین و بانفوذترین بازیگر هالیوود و به عنوان یکی از پولدارترین چهره‌های سینمای آمریکا انتخاب شد و هنوز هم این تأثیرگذاری را از دست نداده‌است. نشریه فوربس برای تعیین افراد تأثیرگذار در فهرست خویش مجموعه‌ای از عوامل مهم همانند درآمدها، میزان مطالب منتشره در نشریات و حجم حضور شخص در شبکه اینترنت و سایتهای مختلف آن را اندازه‌گیری می‌کند و با ترکیب این عوامل چهره‌های قدرتمند را برمی‌گزیند.
- در سال ۲۰۰۴ مجله تایم مل گیبسون و مایکل مور را به عنوان مردان سال ۲۰۰۴ انتخاب کرد.
- در سال ۱۹۸۵ از سوی مجله مردم به عنوان اولین مرد سکسی زنده انتخاب شد.
- او همچنین توسط مجله امپراتوری در سال ۱۹۹۵ به عنوان یکی از سکسی‌ترین ستاره‌ها در تاریخ سینما در لیست ۱۰۰ ستاره سکسی سینما برگزیده شد.
- در رده‌بندی ۱۰۰ بازیگر بزرگ سینما توسط مجله معتبر پریمیر در سال ۲۰۰۳، گیبسون در رده هفدهم قرار گرفت.
- گیبسون به عنوان چهل و هشتمین بازیگر بزرگ تاریخ سینما از طرف مجله اینترتینمنت ویکلی انتخاب شده‌است.
- گیبسون از محبوب‌ترین بازیگران حال حاضر هالیوود و سینمای استرالیاست. وی بارها جایزه محبوب‌ترین بازیگر مرد را از آن خود کرده‌است.
- مل گیبسون این هنرپیشه و کارگردان موفق سینما به همراه وارن بیتی، کلینت ایستوود، رابرت ردفورد، ریچارد آتن بورو و کوین کاستنر، ششمین بازیگری است که اسکار بهترین کارگردانی را به دست آورده‌است. این شش ستاره در دنیا بیشتر به بازیگری مشهور هستند.
- «مل گیبسون» نخستین بازیگری است که در استرالیا برای یک فیلم، یک میلیون دلار دستمزد گرفته‌است.
- دریافت دکترای افتخاری از دانشگاه لویولا مریمونت لس آنجلس و همچنین سخن ران جشن فارغ‌التحصیلی دانشجویان دوره لیسانس در آن دانشگاه در سال ۲۰۰۳.
- در سال ۲۰۰۴ بنا به گزارش هالیوود به عنوان مبتکر سال انتخاب شد.
- انتخاب به عنوان عضو افتخاری بخش هنرهای نمایشی دانشگاه Limkokwing مالزی در سال ۲۰۰۷.
- نقش او به عنوان مکس راکتنسکی دیوانه در سری فیلم‌های مکس دیوانه در لیست ۱۰۰ شخصیت بزرگ فیلم در تمام تاریخ توسط پریمیر رتبه هفتاد و هشتم را به دست آورد.
- فیلم شجاع دل او در لیست ۱۰۰ فیلم امید بخش و تأثیرگذار تمام دوران از بنیاد فیلم آمریکا رتبه شصت و دوم را به دست آورد.
- در دو سال ۱۹۹۶ و ۲۰۰۳ در رای‌گیری Harris به عنوان ستاره محبوب فیلم‌های آمریکا برگزیده شد.
- او بر اساس رای‌گیری که به وسیله Garris Interactive در ۲۱ ژانویه ۲۰۰۶ در آمریکا انجام شد به عنوان یکی از هفت ستاره محبوب سینما انتخاب شد.
- گیبسون در لیست ۱۰۰ فرد قدرتمند جهان توسط مجله معتبر پریمیر در سال ۲۰۰۲ به عنوان هفدهمین نفر و در سال ۲۰۰۳ به عنوان پانزدهمین نفر قدرتمند جهان در این لیست قرار گرفت. او در لیست ۵۰ فرد قدرتمند جهان توسط همین مجله معتبر در سال ۲۰۰۴ به عنوان دهمین نفر و در سال ۲۰۰۵ به عنوان پانزدهمین نفر و در سال ۲۰۰۶ به عنوان هفدهمین فرد قدرتمند جهان در این لیست قرار گرفت.
- گیبسون همچنین در لیست قدرتمندترین بازیگران جهان که توسط مجله پریمیر در سال ۲۰۰۴ منتشر شد در صدر قرار گرفت و بالاترین رتبه و جایگاه اول را به دست آورد و به عنوان قدرتمندترین بازیگر جهان شناخته شد.